# Cytaeis tetrastyla
Cytaeis tetrastyla is een hydroïdpoliep uit de familie Cytaeididae. De poliep komt uit het geslacht Cytaeis. Cytaeis tetrastyla werd in 1829 voor het eerst wetenschappelijk beschreven door Eschscholtz. 